# Doryonychus raptor
Doryonychus raptor is een spinnensoort in de taxonomische indeling van de strekspinnen.
Het dier behoort tot het geslacht Doryonychus. De wetenschappelijke naam van de soort werd voor het eerst geldig gepubliceerd in 1900 door Eugène Simon.